# Barytarbes superbus
Barytarbes superbus är en stekelart som beskrevs av Otto Schmiedeknecht 1914. Barytarbes superbus ingår i släktet Barytarbes och familjen brokparasitsteklar. Inga underarter finns listade.